# Erythrogonia diversa
Erythrogonia diversa är en insektsart som beskrevs av Schmidt 1928. Erythrogonia diversa ingår i släktet Erythrogonia och familjen dvärgstritar. Inga underarter finns listade i Catalogue of Life.